# Crackdown
Crackdown är ett actionäventyrspel, utvecklat av Realtime World och utgivet av Microsoft Game Studios. Det släpptes under februari 2007 till Xbox 360. Spelet sålde bra, delvis för att den innehöll en spelbar betaversion till det mycket efterlängtade spelet Halo 3. Spelet fick en uppföljare, Crackdown 2, som släpptes i juli 2010. En tredje titel, Crackdown 3, släpptes i februari 2019 